# Ibrahima Conté (football, 1991)
Pour les articles homonymes, voir Ibrahima Conté et Conté.

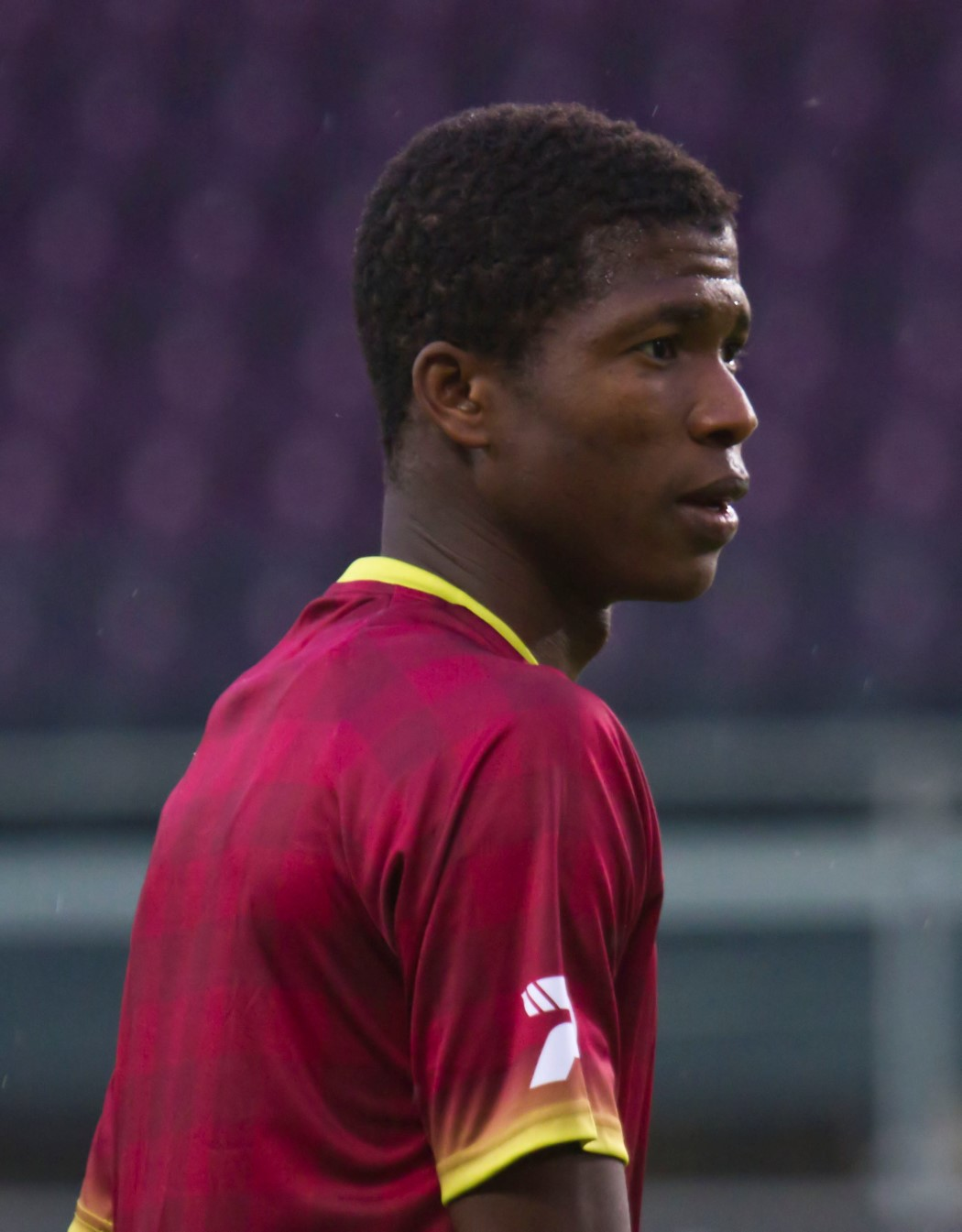

Ibrahima Conté, né le 3 avril 1991 à Kamsar (Guinée), est un footballeur international guinéen.

## Biographie
Début septembre 2014, il signe un contrat de quatre saisons au RSC Anderlecht venant de Zulte Waregem. Le club paye autour de 1,6 million d'euros pour lui.
En été 2016 il est définitivement transféré au KV Ostende pour un million d'euros.
Ensuite, Conté est prêté en trêve hivernal 2017 par KV Ostende à Waasland-Beveren.
Quelque temps après, il s'est distancié de son agent Patrick De Koster.
En janvier 2022, il est retenu par le sélectionneur Kaba Diawara afin de participer à la Coupe d'Afrique des nations 2021 organisée au Cameroun.

## Palmarès
- champion de Guinée en 2009 avec Fello Star.

## Liens externes

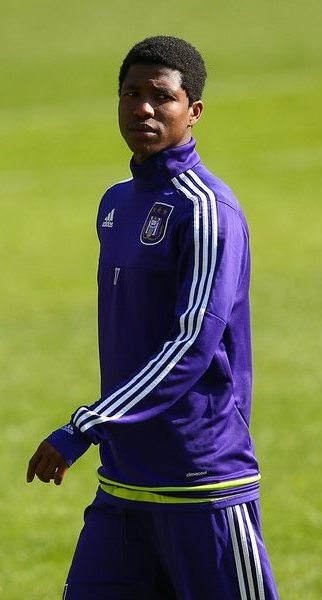
Ibrahima Conté 2016

## Statistiques
| Saison                | Club                  | Championnat           | Championnat | Championnat | Coupe(s) nationale(s) | Coupe(s) nationale(s) | Compétition(s) continentale(s) | Compétition(s) continentale(s) | Compétition(s) continentale(s) | Total | Total |
| Saison                | Club                  | Division              | M.          | B.          | M.                    | B.                    | Comp.                          | M.                             | B.                             | M.    | B.    |
| 2009-2010             | KAA La Gantoise       | Jupiler Pro League    | 1           | 0           | 0                     | 0                     | -                              | 0                              | 0                              | 1     | 0     |
| 2010-2011             | KAA La Gantoise       | Jupiler Pro League    | 30          | 2           | 3                     | 1                     | LE                             | 4                              | 1                              | 37    | 4     |
| 2011-2012             | KAA La Gantoise       | Jupiler Pro League    | 21          | 1           | 1                     | 1                     | -                              | 0                              | 0                              | 22    | 2     |
| 2012-2013             | KAA La Gantoise       | Jupiler Pro League    | 16          | 1           | 4                     | 2                     | LE                             | 4                              | 1                              | 24    | 4     |
| 2012-2013             | SV Zulte Waregem      | Jupiler Pro League    | 14          | 1           | 0                     | 0                     | -                              | 0                              | 0                              | 14    | 1     |
| 2013-2014             | SV Zulte Waregem      | Jupiler Pro League    | 37          | 3           | 1                     | 0                     | LC+LE                          | 2+6                            | 0+0                            | 46    | 3     |
| 2014-2015             | SV Zulte Waregem      | Jupiler Pro League    | 5           | 0           | 0                     | 0                     | LE                             | 4                              | 1                              | 9     | 1     |
| Total sur la carrière | Total sur la carrière | Total sur la carrière | 71          | 4           | 8                     | 4                     | -                              | 8                              | 2                              | 87    | 10    |